# Lackenberg
Lackenberg (tjeckiska: Plesná) är ett berg i Bayern (Tyskland) och Tjeckien.
Lackenberg är 1337 m ö.h. högt.